# Dolores Hart
Dolores Hart (nacida como Dolores Hicks; Chicago, 20 de octubre de 1938) es una actriz estadounidense. Hoy es religiosa de la orden benedictina de la Iglesia católica. 
Participó en diez  películas en cinco años, actuando junto a Stephen Boyd, Montgomery Clift, George Hamilton y Robert Wagner, habiendo hecho su debut en el cine con Elvis Presley en el filme Loving You (1957).

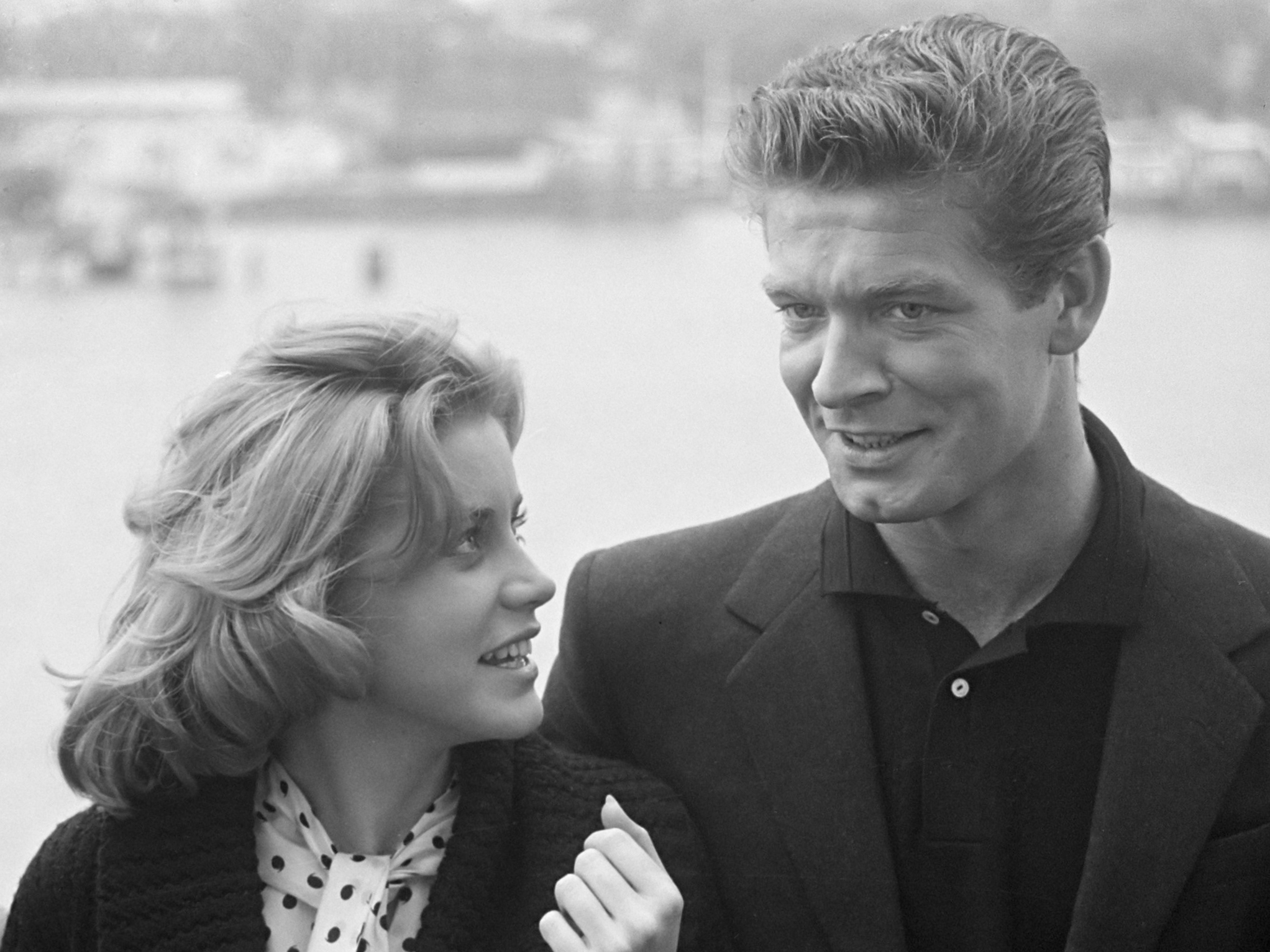
Con Stephen Boyd en 1961.

## Biografía
Dolores Hicks es la única hija del actor Bert Hicks y su esposa, Harriett Lee Pittman, quienes, a pesar de ser católicos, se divorciaron. Fue su abuelo, empleado de una sala de cine (a quien Dolores acudía para consolarse de los problemas maritales de sus padres), quien influyó en ella para que se decidiera a seguir la carrera actoral.
En 1956, con el nombre artístico de «Dolores Hart», trabajó como actriz secundaria en la película Loving You (1957), interpretando el papel de pretendiente de Elvis Presley. Tras esta aparición, Hart empezó a ser requerida en varias producciones e hizo un par de películas más antes de volver a actuar con Presley en King Creole (1958). Posteriormente debutó en Broadway, ganando un Premio World Theatre, así como una nominación al Premio Tony como Mejor Actriz Revelación por su papel en The pleasure of his company.
En 1960 representó el papel principal femenino en la película Where the Boys Are, comedia adolescente acerca de estudiantes universitarios durante las vacaciones de verano, que se convirtió en obra de culto para sus seguidores. En la película, representa a una estudiante que lucha por encontrarse a sí misma al enfrentarse a su recién descubierta sexualidad y popularidad con el sexo opuesto. Protagonizó otras cuatro películas, incluyendo un papel principal en Lisa, basada en una novela de Jan de Hartog. Fue nominada al Globo de Oro como mejor película dramática. En 1961 interpretó a santa Clara en la película Francisco de Asís, de Michael Curtiz —cabe conjeturar si este papel tuvo alguna influencia en su vocación religiosa—. Su último papel fue con Hugh O'Brian en Come Fly with Me (1963). En este momento decidió dejar la industria cinematográfica y, tras romper su compromiso con el empresario de Los Ángeles Don Robinson a los 25 años, profesó como monja en la abadía benedictina de Regina Laudis en Bethlehem, Connecticut, llegando a ser abadesa del monasterio. 
En 2006 regresó a Hollywood, tras 43 años en el monasterio, con el fin de llamar la atención sobre la neuropatía idiopática periférica, un mal neurológico que aflige a muchos estadounidenses, ella misma incluida.
Además de ser abadesa, la Reverenda Madre Dolores Hart es la única monja con derecho a voto de los Premios Óscar de la Academia de Ciencias y Artes Cinematográficas de los Estados Unidos.
En 2012 regresó nuevamente a Hollywood, ya que la Academia de Ciencias y Artes Cinematográficas nominó a los Premios Óscar el documental acerca de su vida, God is the Bigger Elvis, que se retransmite por la cadena HBO.

## Filmografía
- God Is the Bigger Elvis (2011) .... Dolores Hart
- Come Fly with Me (1963) .... Donna Stuart
- Lisa  (1962) .... Lisa Held
- Sail a Crooked Ship (1961) .... Elinor Harrison
- Francis of Assisi (1961) .... Clare
- Where the Boys Are (1960) .... Merritt Andrews
- The Plunderers (1960) .... Ellie Walters
- King Creole (1958) .... Nellie
- Lonelyhearts (1958) .... Justy Sargent
- Wild Is the Wind (1957) .... Angie
- Loving You (1957) .... Susan Jessup